# ロイテリン
ロイテリン(Reuterin)は、ラクトバチルス・ロイテリ菌がシアノコバラミン依存ジオールジヒドラーゼによりグリセロールを1,3-プロパンジオールに代謝する際に生成する強い抗生物質である。ロイテリンは、3-ヒドロキシプロピオンアルデヒド、その水和物、その二量体の動的平衡状態となっている。1.4 M以上の濃度では二量体が支配的であるが、生体程度の濃度では、水和物が最も多く、次いでアルデヒドが多い。
ロイテリンは数種の有害なグラム陰性菌、グラム陽性菌、酵母、カビ、原生動物の成長を阻害する。ラクトバチルス・ロイテリ菌は、有益な腸内細菌を殺さずに有害な生物の成長を阻害するのに十分な量のロイテリンを分泌することができ、そのため腸内フローラを保ったまま腸への侵入者を排除することができる。
ロイテリンは水溶性で、広い範囲のpHで活性を持つ。タンパク質分解酵素や脂肪分解酵素に耐性を持ち、食品の保存料や補助治療薬として研究されてきた。

## 溶液構造
水溶液中では、3-ヒドロキシプロピオンアルデヒドは、アルデヒド基がジェミナルジオールに変換された水和物（1,1,3-プロパントリオール）との平衡状態で存在する。
HOCH2CH2CHO +  H2O →  HOCH2CH2CH(OH)2
また、この水和物は二量体（2-(2-ヒドロキシエチル)-4-ヒドロキシ-1,3-ジオキサン）とも平衡状態にあり、高濃度ではこちらが支配的となる。これら3種（アルデヒド、二量体、水和物）は動的平衡状態にある。
さらに、3-ヒドロキシプロピオンアルデヒドは水溶液中で自発的に脱水し、アクロレインが形成される。 
ロイテリンという名称は、3-ヒドロキシプロピオンアルデヒド、その水和物、二量体、アクロレインからなる動的システムに与えられた名称である。最後の分子アクロレインは近年になってロイテリンの定義の中へ加えられた。

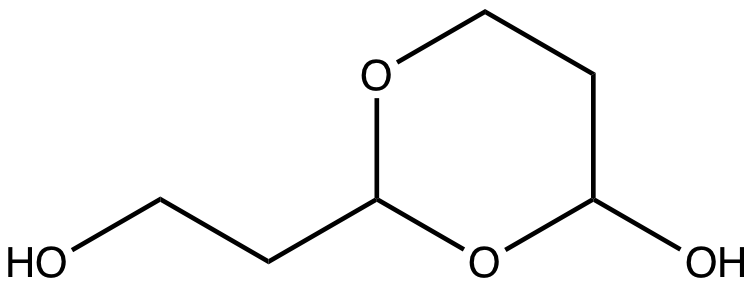
3-ヒドロキシプロピオンアルデヒドの二量体の構造

## 化学合成
3-ヒドロキシプロピオンアルデヒドはアセトアルデヒドとホルムアルデヒドの縮合反応によって形成される。この反応は気相中で行われ、アクロレインの現在では廃れた工業的製造ルートの基礎となっていた。 
CH3CHO +  CH2O →  HOCH2CH2CHO
HOCH2CH2CHO  →  CH2=CHCHO  +  H2O

## 効果
抽出されたロイテリンは、腸管出血性大腸菌O157やリステリア・モノサイトゲネスを殺すことができ、乳酸がその効果を高める。